# Pedelec

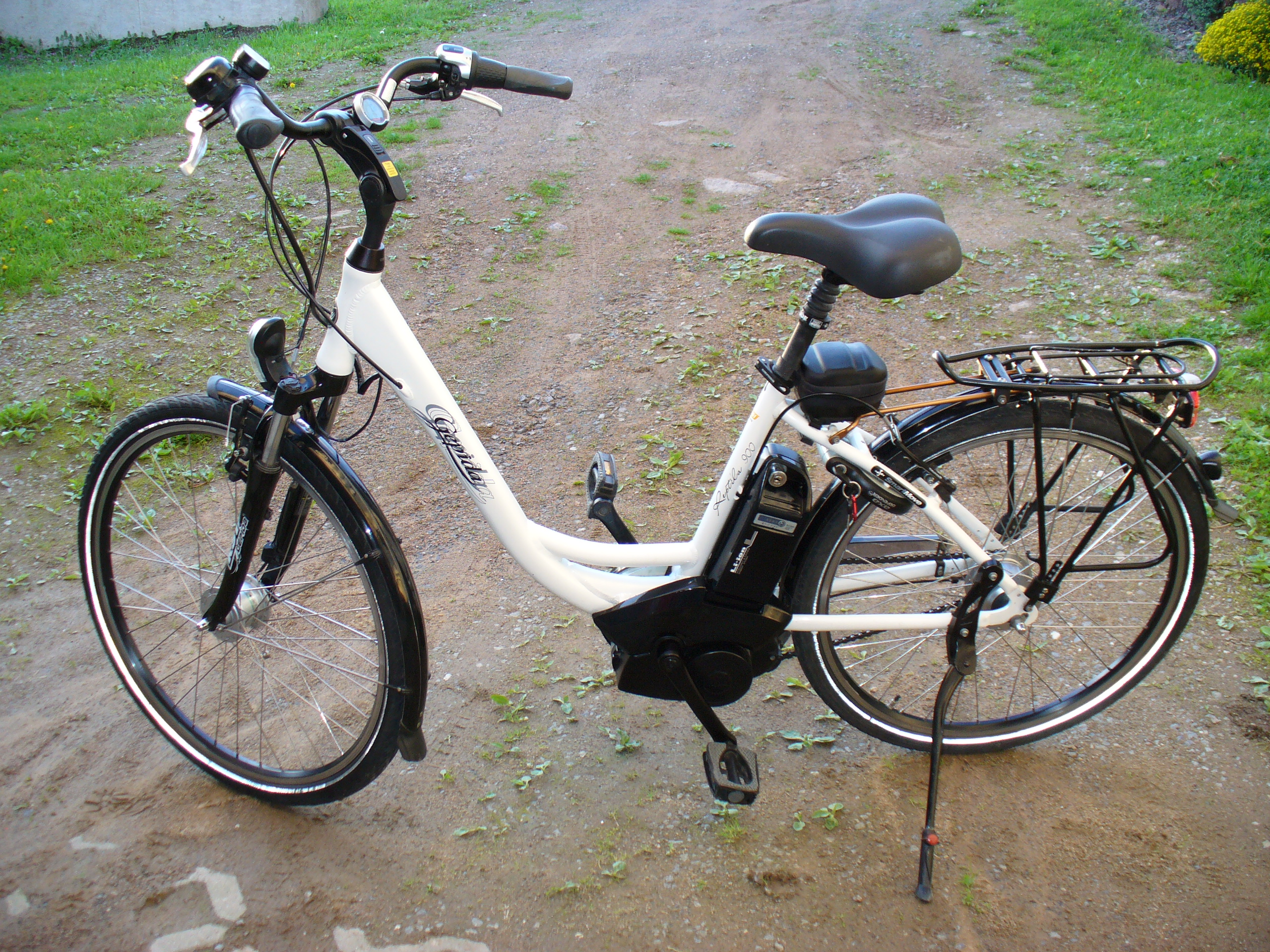
Model "Reptila" amb motor Yamaha

Una pedelec (de l'anglès Pedal Electric Cycle) o també bicilec, és un tipus especial de bicicleta elèctrica (a Suïssa és un subtipus de les E-Bikes) en la qual el conductor és ajudat mitjançant tracció elèctrica quan pedaleja. Atès que l'acció de pedalejar és necessària i l'ajuda està constructivament limitada, aquest tipus de bicicleta no és considerat com un vehicle motoritzat d'acord amb la llei.
A Alemanya, una pedalec amb un motor de potència màxima de 250 watts i una velocitat màxima de 25 km / h limitada constructivament, no és considerada com un vehicle segons el reglament relatiu a la posada en circulació d'automòbils. No existeix la obligatorietat de matrícula, d'assegurança de responsabilitat civil, de permís de conduir ni de casc. A Suïssa una pedalec amb un motor de 500 watts de potència màxima i amb una tracció de pedaleig de fins a 25 km / h és considerada com un ciclomotor lleuger.
La variant més ràpida és l'anomenada S-bicilec que també té el suport d'un motor accionat mitjançant tracció al pedalar i que arriba fins a més de 25 km / h, a Suïssa fins a 45 km / h. A Alemanya és considerada com un vehicle, per a això són necessaris el permís de circulació, assegurança de responsabilitat civil, el permís de conduir corresponent i, en cas necessari, una autorització oficial. En Suïssa una S-bicilec és equiparada a les motocicletes i, per tant, requereix l'obligatorietat permís de conduir i d'altres permisos.
Una bicicleta que sense tracció de pedaleig circula a una velocitat superior als 6 km / h és un subtipus més d'E-bicis. Per contra, a Alemanya tals bicicletes són denominades únicament com e-bicis; així mateix se les tracta com a vehicles segons les lleis locals.

## Història
El concepte bicilec es va començar a utilitzar per primera vegada el 1999.

### Antecedents

Pedelec

E-Bike

Egon Gelhard de Zülpich va establir les bases del principi per a la bicilec el 1982 mitjançant un estudi, la "E-bici-Gelhard". Els pedals han de girar, la tracció del motor depèn del rendiment del pedaleig. Aquesta idea es va posar en pràctica per primera vegada en una bicilec, amb la qual va participar en el Tour de Sol a 1990 i es va guanyar en la categoria corresponent. Procedia de Michael Kutter, el qual va fundar el 1989 la "Schweizer Unternehmen Velocity" (actualment Dolphin E-Bikes), a partir del 1992 va llançar prototips al mercat i el 1995 es va convertir en producció en sèrie. Kutter és l'inventor del control mitjançant EOV (EOV és un acrònim per Electronic Varable Overdrive).

### Desenvolupament
A partir de 1993 l'empresa japonesa Yamaha li va proporcionar al bicilec una major difusió al Japó sota el nom "Power Assist". Yamaha va introduir el control mitjançant PAS (PAS és un acrònim per Power Assist System).
A partir de 1995 es van llançar al mercat a petita escala els primers Flyers de l'empresa suïssa BKTech AG (actualment Biketec AG) fundada el mateix any. També es van donar a conèixer fora de Suïssa. A Suïssa el nom de la marca Flyer es va convertir en sinònim per a la bicilec.
A finals dels anys 90 els grans fabricants de bicicletes - com Mèrida MKB / Yamaha i Kynast- van dominar el mercat. No obstant això, a partir de l'any 2000 la moda de les bicicletes elèctriques va anar disminuint una altra vegada. Aproximadament a l'any 2005 va començar un nou auge amb la bateria lleugera de liti. A això va contribuir també que una bicilec llançada actualment al mercat fora "més chic". Això podria ser degut a que ja no recorda, com abans, a un recurs per a usuaris amb capacitat limitada de moviments o en fase de recuperació (vegeu rehabilitació mèdica).
L'any 2012 es van utilitzar aproximadament 1,3 milions de bicilecs a Alemanya, de les quals amb prou feines 380.000 bicilecs van ser comprades només en aquest any (15% més que en l'any 2011, en què es va donar un increment del 55% enfront del 2010). Des del 2008 les xifres de vendes han anat augmentant en més del 30% cada any. Com a comparació: La flota de bicicletes va ascendir al voltant de 70 milions d'unitats en l'any 2011 (de les quals se suposa que 30 milions s'utilitzen regularment), segons l'Associació de la Indústria de Bicicletes d'Alemanya (ZIV). Les bicicletes elèctriques suposen un percentatge del 10% en la totalitat del mercat de bicicletes, de les quals el 95% són bicilecs.